# رشیده براکنی
رشیده براکنی (فرانسوی: Rachida Brakni‎؛ زادهٔ ۱۵ فوریهٔ ۱۹۷۷) هنرپیشهٔ فرانسوی است.
از فیلم‌ها یا برنامه‌های تلویزیونی که وی در آنها نقش داشته‌است می‌توان به مردی و سگش و اسکیت کن یا بمیر اشاره کرد.